# Nyctinomops macrotis
Nyctinomops macrotis (Gray, 1840) è un pipistrello della famiglia dei Molossidi diffuso nell'America settentrionale, America meridionale e nei Caraibi.

## Descrizione

### Dimensioni
Pipistrello di medie dimensioni, con la lunghezza della testa e del corpo tra 75 e 85 mm, la lunghezza dell'avambraccio tra 58 e 63 mm, la lunghezza della coda tra 40 e 57 mm, la lunghezza del piede tra 10 e 12 mm, la lunghezza delle orecchie tra 25 e 32 mm e un peso fino a 30 g.

### Aspetto
La pelliccia è corta, lucida e vellutata. Le parti dorsali variano dal bruno-rossastro al nerastro con la base dei peli bianca, mentre le parti ventrali sono più chiare. Il muso è nerastro, appuntito, rivolto all'insù e con il labbro superiore ricoperto di pliche cutanee. Le orecchie sono grandi, arrotondate ed unite alla base sulla fronte. Il trago è piccolo e squadrato, mentre l'antitrago semi-circolare. Le ali sono lunghe, strette ed attaccate posteriormente sulla tibia. La coda è lunga, tozza e si estende ben oltre l'ampio uropatagio. Il calcar è lungo.

## Biologia

### Comportamento
Si rifugia in gruppi fino a 130 individui tra le fessure rocciose di scarpate, in edifici e nelle cavità degli alberi. Effettua migrazioni tra il Messico e gli Stati Uniti d'America. Forma viva in estate, mentre i maschi vivono solitariamente. L'attività predatoria inizia un'ora dopo il tramonto. Il volo è alto e veloce.

### Alimentazione
Si nutre di insetti, particolarmente falene e scarafaggi, catturati vicino grandi specchi d'acqua.

### Riproduzione
Danno alla luce un piccolo alla volta nel mese di giugno.

## Distribuzione e habitat
Questa specie è diffusa negli stati della California sud-orientale, Nuovo Messico e Arizona, Nevada sud-orientale, Colorado e Utah meridionali, Texas occidentale e meridionale; Messico eccetto la Penisola della California e la Penisola dello Yucatán, Colombia, Venezuela, Guyana, Suriname, Guyana francese, Ecuador, Perù settentrionale ed orientale, Bolivia settentrionale e centrale Brasile, Argentina nord e centro-occidentale, Cuba, Hispaniola e Giamaica.
Vive nelle pinete di Ponderosa, boschi di abeti Douglas e arbusteti fino a 1.800 metri di altitudine.

## Conservazione
La IUCN Red List, considerato il vasto areale e la popolazione presumibilmente numerosa, classifica N.macrotis come specie a rischio minimo (Least Concern)).